# Stephen Hunter Flick
Stephen Hunter Flick (* 21. Juni 1949 in Evanston, Illinois) ist ein mit zwei Oscars ausgezeichneter US-amerikanischer Tontechniker.

## Leben
Flick machte seinen Bachelor-Abschluss an der San José State University und besuchte 1973 bis 1975 die Filmschule der University of Southern California. 1977 begann er seine Karriere als Assistenz-Tontechniker mit dem Western The Shadow of Chikara mit Joe Don Baker und Sondra Locke in den Hauptrollen. Bei Produktionen wie dem Horrorfilm Amityville Horror und dem Abenteuerfilm Jäger des verlorenen Schatzes war er für die Soundeffekte zuständig. Seit Anfang der 1980er Jahre arbeitet Flick als Tontechniker. 1983 war er für Poltergeist erstmals für den Oscar in der Kategorie Bester Tonschnitt nominiert. Bis 1988 folgten vier weitere Nominierungen, für RoboCop (1988) und Speed (1995) konnte er die Auszeichnung gewinnen. Bei den British Academy Film Awards 1995 war er in der Kategorie Bester Ton sowohl für Pulp Fiction und Speed nominiert; für letzteren erhielt er die Auszeichnung. Flick war auch drei Mal für den Primetime Emmy nominiert, 2004 erhielt er den Preis für die Fernsehserie Deadwood.
Flick ist auch als Regisseur von Werbespots tätig und drehte unter anderem Werbung für Dos Equis.

## Filmografie (Auswahl)
- 1979: Amityville Horror
- 1979: Star Trek: Der Film (Star Trek: The Motion Picture)
- 1981: Jäger des verlorenen Schatzes (Raiders of the Lost Ark)
- 1982: Nur 48 Stunden (48 Hrs.)
- 1982: Poltergeist
- 1986: Star Trek IV: Zurück in die Gegenwart (Star Trek IV: The Voyage Home)
- 1987: RoboCop
- 1988: Stirb langsam (Die Hard)
- 1990: Die totale Erinnerung – Total Recall (Total Recall)
- 1992: Basic Instinct
- 1992: Batmans Rückkehr (Batman Returns)
- 1992: Reservoir Dogs – Wilde Hunde (Reservoir Dogs)
- 1994: Pulp Fiction
- 1994: Speed
- 1995: Apollo 13
- 1996: Twister
- 1997: Jackie Brown
- 1997: Starship Troopers
- 2000: 3 Engel für Charlie (Charlie’s Angels)
- 2002: Equilibrium
- 2002: Spider-Man
- 2003: Terminator 3 – Rebellion der Maschinen (Terminator 3:Rise of the Machines)
- 2004–2006: Deadwood (Fernsehserie)
- 2005: Constantine
- 2005: Zathura – Ein Abenteuer im Weltraum (Zathura)
- 2007: Begrabt mein Herz am Wounded Knee (Bury My Heart at Wounded Knee) (Fernsehfilm)
- 2008: Ein verlockendes Spiel (Leatherheads)
- 2008: John Adams – Freiheit für Amerika (John Adams) (Miniserie)
- 2011: Captain America: The First Avenger
- 2013: Evil Dead

## Auszeichnungen

### Academy Awards
- 1983: Oscar-Nominierung in der Kategorie Bester Tonschnitt für Poltergeist
- 1988: Oscar Special Achievement Award für den Soundeffektschnitt für RoboCop
- 1989: Oscar-Nominierung in der Kategorie Bester Tonschnitt für Stirb langsam
- 1991: Oscar-Nominierung in der Kategorie Bester Tonschnitt für Total Recall
- 1995: Oscar in der Kategorie Bester Tonschnitt für Speed

### BAFTA Awards
- 1995: BAFTA Film Award in der Kategorie Bester Ton für Speed
- 1995: BAFTA-Film-Award-Nominierung in der Kategorie Bester Ton für Pulp Fiction

### Primetime Emmy Awards
- 2004: Primetime Emmy in der Kategorie Outstanding Sound Editing for a Series für Deadwood
- 2007: Primetime-Emmy-Nominierung in der Kategorie Outstanding Sound Editing for a Miniseries, Movie or a Special für Begrabt mein Herz am Wounded Knee
- 2008: Primetime-Emmy-Nominierung in der Kategorie Outstanding Sound Editing for a Miniseries, Movie or a Special für John Adams – Freiheit für Amerika